# Beighton (ward)
Beighton (/ˈbeɪtən,_ˈbaɪʔ/)—que inclui os distritos Beighton, Hackenthorpe, Owlthorpe, e Sothall— é um dos 28 wards eleitorais em Sheffield, Inglaterra. Está localizado na parte leste da cidade, na fronteira com Rotherham, e cobre uma área de 5,7 km². A população do ward em 2011 era de 17.939 pessoas, distribuídas em 7.538 casas.
Antes de 1967, os distritos deste ward eram parte de Derbyshire. Naquele ano, uma extensão do então County Borough de Sheffield tomou a área, que foi consequentemente transferida para o West Riding of Yorkshire. Em 1974, a área tornou-se parte da cidade de Sheffield, no condado metropolitano e ceremonial de South Yorkshire.